# Lechenaultia laricina
Lechenaultia laricina är en tvåhjärtbladig växtart som beskrevs av John Lindley. Lechenaultia laricina ingår i släktet Lechenaultia och familjen Goodeniaceae. Inga underarter finns listade i Catalogue of Life.